# Buca
Buca là một huyện thuộc tỉnh İzmir, Thổ Nhĩ Kỳ. Huyện có diện tích 134 km² và dân số thời điểm năm 2007 là 400930 người, mật độ 2992 người/km².